# Élections législatives de 1993 dans les Yvelines
Les élections législatives françaises de 1993 se déroulent les 21 et 28 mars 1993. Dans le département des Yvelines, douze députés sont à élire dans le cadre de douze circonscriptions.

## Élus
| Circonscription | Député sortant                         | Parti | Parti     | Député élu ou réélu  | Parti | Parti     |
| --------------- | -------------------------------------- | ----- | --------- | -------------------- | ----- | --------- |
| 1re             | Étienne Pinte                          |       | RPR       | Étienne Pinte        |       | RPR       |
| 2e              | Franck Borotra                         |       | RPR       | Franck Borotra       |       | RPR       |
| 3e              | Paul-Louis Tenaillon                   |       | UDF (CDS) | Paul-Louis Tenaillon |       | UDF (CDS) |
| 4e              | Pierre Lequiller                       |       | UDF (PR)  | Pierre Lequiller     |       | UDF (PR)  |
| 5e              | Alain Jonemann                         |       | RPR       | Jacques Myard        |       | RPR       |
| 6e              | Michel Péricard                        |       | RPR       | Michel Péricard      |       | RPR       |
| 7e              | Jean Guigné suppléant de Michel Rocard |       | PS        | Pierre Cardo         |       | UDF (PR)  |
| 8e              | Bernard Schreiner                      |       | PS        | Pierre Bédier        |       | RPR       |
| 9e              | Henri Cuq                              |       | RPR       | Henri Cuq            |       | RPR       |
| 10e             | Christine Boutin                       |       | UDF (CDS) | Christine Boutin     |       | UDF (CDS) |
| 11e             | Guy Malandain                          |       | PS        | Jean-Michel Fourgous |       | RPR       |
| 12e             | Jacques Masdeu-Arus                    |       | RPR       | Jacques Masdeu-Arus  |       | RPR       |

## Positionnement des partis
Les candidats d'alliance RPR-UDF et divers droite se présentent sous la bannière de l'Union pour la France et ceux du Parti socialiste derrière l'Alliance des Français pour le Progrès. Par ailleurs, Les Verts et Génération écologie s'unissent sous l'étiquette Entente des écologistes.

## Résultats

### Résultats à l'échelle du département
| Parti          | Parti                                   | Premier tour | Premier tour | Second tour | Second tour | Sièges |
| Parti          | Parti                                   | Voix         | %            | Voix        | %           | Sièges |
| -------------- | --------------------------------------- | ------------ | ------------ | ----------- | ----------- | ------ |
|                | Rassemblement pour la République        | 139 998      | 25,84        | 169 041     | 42,51       | 8      |
|                | Union pour la démocratie française      | 102 854      | 18,99        | 99 066      | 24,92       | 4      |
|                | Divers droite                           | 16 516       | 3,05         |             |             | 0      |
|                | Union pour la France                    | 259 368      | 47,88        | 268 107     | 67,43       | 12     |
|                |                                         |              |              |             |             |        |
|                | Parti socialiste                        | 86 839       | 16,03        | 103 876     | 26,13       | 0      |
|                | Divers gauche (Maj. prés.)              | 836          | 0,15         |             |             | 0      |
|                | Alliance des Français pour le progrès   | 87 675       | 16,19        | 103 876     | 26,13       | 0      |
|                |                                         |              |              |             |             |        |
|                | Génération écologie                     | 28 169       | 5,20         |             |             | 0      |
|                | Les Verts                               | 20 614       | 3,81         | 0           |             |        |
|                | Entente des écologistes                 | 48 783       | 9,01         |             |             | 0      |
|                |                                         |              |              |             |             |        |
|                | Front national                          | 75 949       | 14,02        | 25 626      | 6,45        | 0      |
|                | Parti communiste français               | 33 302       | 6,15         |             |             | 0      |
|                | Divers écologiste dont LT-LNÉ           | 14 291       | 2,64         | 0           |             |        |
|                | Extrême droite                          | 9 460        | 1,75         | 0           |             |        |
|                | Extrême gauche dont LCR, LO, SÉGA et PT | 8 215        | 1,52         | 0           |             |        |
|                | Divers                                  | 4 647        | 0,86         | 0           |             |        |
|                |                                         |              |              |             |             |        |
| Inscrits       | Inscrits                                | 808 043      | 100,00       | 684 258     | 100,00      | 12     |
| Abstentions    | Abstentions                             | 244 387      | 30,24        | 239 259     | 34,97       |        |
| Votants        | Votants                                 | 563 656      | 69,76        | 444 999     | 65,03       |        |
| Blancs et nuls | Blancs et nuls                          | 21 966       | 3,9          | 47 390      | 10,65       |        |
| Exprimés       | Exprimés                                | 541 690      | 96,1         | 397 609     | 89,35       |        |

### Résultats par circonscription

#### Première circonscription (Versailles-Nord)
| Candidat       | Candidat                    | Parti          | Premier tour | Premier tour | Second tour | Second tour |  |
| Candidat       | Candidat                    | Parti          | Voix         | %            | Voix        | %           |  |
| -------------- | --------------------------- | -------------- | ------------ | ------------ | ----------- | ----------- |  |
|                | Étienne Pinte sortant réélu | RPR (UPF)      | 27 236       | 49,03        | 34 283      | 67,36       |  |
|                | Roland Nadaus               | PS (ADFP)      | 9 079        | 16,34        | 16 610      | 32,64       |  |
|                | Jean-Pierre Atoch           | FN             | 6 107        | 10,99        |             |             |  |
|                | Jean-Christophe Allafort    | GÉ (EÉ)        | 5 316        | 9,57         |             |             |  |
|                | Joëlle Leroy                | PCF            | 2 224        | 4            |             |             |  |
|                | Éric Vassel de Fauterau     | CNIP           | 1 672        | 3,01         |             |             |  |
|                | Michel Bock                 | SÉGA           | 1 291        | 2,32         |             |             |  |
|                | Nicole Coignard             | LT-LNÉ         | 949          | 1,71         |             |             |  |
|                | Albertine Mandales          | RDRP           | 884          | 1,59         |             |             |  |
|                | Alain Chaumier              | UDI            | 789          | 1,42         |             |             |  |
|                |                             |                |              |              |             |             |  |
| Inscrits       | Inscrits                    | Inscrits       | 79 611       | 100,00       | 80 387      | 100,00      |  |
| Abstentions    | Abstentions                 | Abstentions    | 22 045       | 27,69        | 26 106      | 32,48       |  |
| Votants        | Votants                     | Votants        | 57 566       | 72,31        | 54 281      | 67,52       |  |
| Blancs et nuls | Blancs et nuls              | Blancs et nuls | 2 019        | 3,51         | 3 388       | 6,24        |  |
| Exprimés       | Exprimés                    | Exprimés       | 55 547       | 96,49        | 50 893      | 93,76       |  |

#### Deuxième circonscription (Versailles-Sud)
| Candidat       | Candidat                     | Parti          | Premier tour | Premier tour | Second tour | Second tour |  |
| Candidat       | Candidat                     | Parti          | Voix         | %            | Voix        | %           |  |
| -------------- | ---------------------------- | -------------- | ------------ | ------------ | ----------- | ----------- |  |
|                | Franck Borotra sortant réélu | RPR (UPF)      | 24 282       | 49,94        | 29 790      | 67,24       |  |
|                | Alain Gribe                  | PS (ADFP)      | 7 400        | 15,22        | 14 516      | 32,76       |  |
|                | Dominique Julien-Labruyère   | GÉ (EÉ)        | 6 558        | 13,49        |             |             |  |
|                | Yves de Coatgoureden         | FN             | 5 816        | 11,96        |             |             |  |
|                | Sylvie Huet                  | PCF            | 2 714        | 5,58         |             |             |  |
|                | Marie Garcia                 | LT-LNÉ         | 1 254        | 2,58         |             |             |  |
|                | Jean-François Cordet         | RDRP           | 596          | 1,23         |             |             |  |
|                |                              |                |              |              |             |             |  |
| Inscrits       | Inscrits                     | Inscrits       | 71 244       | 100,00       | 71 237      | 100,00      |  |
| Abstentions    | Abstentions                  | Abstentions    | 20 564       | 28,86        | 23 720      | 33,3        |  |
| Votants        | Votants                      | Votants        | 50 680       | 71,14        | 47 517      | 66,7        |  |
| Blancs et nuls | Blancs et nuls               | Blancs et nuls | 2 060        | 4,06         | 3 211       | 6,76        |  |
| Exprimés       | Exprimés                     | Exprimés       | 48 620       | 95,94        | 44 306      | 93,24       |  |

#### Troisième circonscription (Le Chesnay)
| Candidat       | Candidat                           | Parti          | Premier tour | Premier tour | Second tour | Second tour |  |
| Candidat       | Candidat                           | Parti          | Voix         | %            | Voix        | %           |  |
| -------------- | ---------------------------------- | -------------- | ------------ | ------------ | ----------- | ----------- |  |
|                | Paul-Louis Tenaillon sortant réélu | UDF (CDS)      | 18 774       | 41,84        | 23 489      | 100,00      |  |
|                | Philippe Brillault                 | diss. RPR      | 7 393        | 16,48        | Retrait     | Retrait     |  |
|                | Michèle Valladon                   | PS (ADFP)      | 5 676        | 12,65        |             |             |  |
|                | Marie-Chantal Delmas               | FN             | 4 334        | 9,66         |             |             |  |
|                | Éléonore Gabarain-Moreau           | GÉ (EÉ)        | 3 943        | 8,79         |             |             |  |
|                | Chantal Leclerc                    | PCF            | 1 240        | 2,76         |             |             |  |
|                | Chantal Servat                     | LT-LNÉ         | 819          | 1,83         |             |             |  |
|                | Jacques Desmoineaux                | Divers         | 626          | 1,4          |             |             |  |
|                | Jean Caux                          | Divers         | 605          | 1,35         |             |             |  |
|                | Antoine Chaudron                   | CNIP           | 532          | 1,19         |             |             |  |
|                | Philippe Boulat                    | UDI            | 470          | 1,05         |             |             |  |
|                | François Rudloff                   | RDRP           | 460          | 1,03         |             |             |  |
|                |                                    |                |              |              |             |             |  |
| Inscrits       | Inscrits                           | Inscrits       | 66 959       | 100,00       | 66 951      | 100,00      |  |
| Abstentions    | Abstentions                        | Abstentions    | 20 911       | 31,23        | 35 565      | 53,12       |  |
| Votants        | Votants                            | Votants        | 46 048       | 68,77        | 31 386      | 46,88       |  |
| Blancs et nuls | Blancs et nuls                     | Blancs et nuls | 1 176        | 2,55         | 7 897       | 25,16       |  |
| Exprimés       | Exprimés                           | Exprimés       | 44 872       | 97,45        | 23 489      | 74,84       |  |

#### Quatrième circonscription (Houilles)
|                | Pierre Lequiller sortant réélu | UDF (PR)       | 23 141 | 50,74  |  |  |  |
|                | Denise Mail-Leroux             | PS (ADFP)      | 6 439  | 14,12  |  |  |  |
|                | Hubert Cottin                  | FN             | 5 777  | 12,67  |  |  |  |
|                | Janick Giroux                  | Les Verts (EÉ) | 4 700  | 10,3   |  |  |  |
|                | Eugène Seleskovitch            | PCF            | 3 018  | 6,62   |  |  |  |
|                | Bernard Fehringer              | LT-LNÉ         | 968    | 2,12   |  |  |  |
|                | Dominique Hoel                 | RDRP           | 812    | 1,65   |  |  |  |
|                | Claudette Balleydier           | LO             | 754    | 1,65   |  |  |  |
|                |                                |                |        |        |  |  |  |
| Inscrits       | Inscrits                       | Inscrits       | 67 785 | 100,00 |  |  |  |
| Abstentions    | Abstentions                    | Abstentions    | 20 648 | 30,46  |  |  |  |
| Votants        | Votants                        | Votants        | 47 137 | 69,54  |  |  |  |
| Blancs et nuls | Blancs et nuls                 | Blancs et nuls | 1 528  | 3,24   |  |  |  |
| Exprimés       | Exprimés                       | Exprimés       | 45 609 | 96,76  |  |  |  |

#### Cinquième circonscription (Sartrouville)
| Candidat       | Candidat                   | Parti             | Premier tour | Premier tour | Second tour | Second tour |  |
| Candidat       | Candidat                   | Parti             | Voix         | %            | Voix        | %           |  |
| -------------- | -------------------------- | ----------------- | ------------ | ------------ | ----------- | ----------- |  |
|                | Jacques Myard élu          | RPR               | 11 540       | 26,62        | 18 097      | 54,67       |  |
|                | Laurent Wetzel             | UDF (CDS)         | 10 334       | 23,84        | 15 007      | 45,33       |  |
|                | Gérard Mouchard            | PS (ADFP)         | 5 472        | 12,62        |             |             |  |
|                | Jacques Lecaillon          | FN                | 5 426        | 12,52        |             |             |  |
|                | Sadia Sahali               | Les Verts (EÉ)    | 3 023        | 6,97         |             |             |  |
|                | Alain Bascoulergue         | PCF               | 2 643        | 6,1          |             |             |  |
|                | Patrice Langlumé           | diss. UDF         | 1 453        | 3,35         |             |             |  |
|                | Régine Peillon             | Divers écologiste | 897          | 2,07         |             |             |  |
|                | Francis Chebaut-Capdeville | MDD               | 589          | 1,36         |             |             |  |
|                | Marie-Thérèse Bouffard     | RDRP              | 572          | 1,32         |             |             |  |
|                | Pascal Quenot              | LO                | 545          | 1,26         |             |             |  |
|                | Henriette Castelain        | LT-LNÉ            | 502          | 1,16         |             |             |  |
|                | Colette Imbert             | PT                | 358          | 0,83         |             |             |  |
|                |                            |                   |              |              |             |             |  |
| Inscrits       | Inscrits                   | Inscrits          | 65 415       | 100,00       | 65 414      | 100,00      |  |
| Abstentions    | Abstentions                | Abstentions       | 20 563       | 31,43        | 25 898      | 39,59       |  |
| Votants        | Votants                    | Votants           | 44 852       | 68,57        | 39 516      | 60,41       |  |
| Blancs et nuls | Blancs et nuls             | Blancs et nuls    | 1 498        | 3,34         | 6 412       | 16,23       |  |
| Exprimés       | Exprimés                   | Exprimés          | 43 354       | 96,66        | 33 104      | 83,77       |  |

#### Sixième circonscription  (Saint-Germain-en-Laye)
|                | Michel Péricard sortant réélu | RPR (UPF)      | 19 894 | 53,4   |  |  |  |
|                | Jean Laurent                  | PS (ADFP)      | 4 743  | 12,73  |  |  |  |
|                | Antoinette Martinet           | FN             | 3 976  | 10,67  |  |  |  |
|                | Jean-Max Séry                 | GÉ (EÉ)        | 3 043  | 8,17   |  |  |  |
|                | Pierre Soulat                 | PCF            | 2 759  | 7,41   |  |  |  |
|                | Pascal Voisin                 | CNIP           | 1 034  | 2,78   |  |  |  |
|                | Françoise Barrot              | LT-LNÉ         | 843    | 2,26   |  |  |  |
|                | Jean-Claude Hamon             | LO             | 505    | 1,36   |  |  |  |
|                | Marc Honnin                   | RDRP           | 458    | 1,23   |  |  |  |
|                |                               |                |        |        |  |  |  |
| Inscrits       | Inscrits                      | Inscrits       | 56 765 | 100,00 |  |  |  |
| Abstentions    | Abstentions                   | Abstentions    | 18 054 | 31,8   |  |  |  |
| Votants        | Votants                       | Votants        | 38 711 | 68,2   |  |  |  |
| Blancs et nuls | Blancs et nuls                | Blancs et nuls | 1 456  | 3,76   |  |  |  |
| Exprimés       | Exprimés                      | Exprimés       | 37 255 | 96,24  |  |  |  |

#### Septième circonscription (Conflans-Sainte-Honorine)
| Candidat       | Candidat              | Parti                      | Premier tour | Premier tour | Second tour | Second tour |  |
| Candidat       | Candidat              | Parti                      | Voix         | %            | Voix        | %           |  |
| -------------- | --------------------- | -------------------------- | ------------ | ------------ | ----------- | ----------- |  |
|                | Pierre Cardo élu      | UDF (PR)                   | 17 107       | 38,43        | 24 399      | 52,85       |  |
|                | Michel Rocard sortant | PS (ADFP)                  | 12 093       | 27,17        | 21 770      | 47,15       |  |
|                | Myriam Baeckeroot     | FN                         | 6 821        | 15,32        |             |             |  |
|                | Monique Le Saux       | GÉ (EÉ)                    | 2 816        | 6,33         |             |             |  |
|                | Bernard Minguy        | PCF                        | 2 019        | 4,54         |             |             |  |
|                | Philippe Fourchon     | Divers écologiste (LT-LNÉ) | 872          | 1,96         |             |             |  |
|                | Catherine Simon       | Extrême droite (RDRP)      | 772          | 1,72         |             |             |  |
|                | Guy Belier            | LO                         | 586          | 1,32         |             |             |  |
|                | Philippe Andre        | Divers écologiste          | 582          | 1,31         |             |             |  |
|                | Jacques Michels       | Divers droite (CNIP)       | 443          | 1,00         |             |             |  |
|                | Francis Duhameeuw     | Divers droite (MDD)        | 261          | 0,59         |             |             |  |
|                | Sol Jeannot           | Divers                     | 138          | 0,31         |             |             |  |
|                |                       |                            |              |              |             |             |  |
| Inscrits       | Inscrits              | Inscrits                   | 65 710       | 100,00       | 65 725      | 100,00      |  |
| Abstentions    | Abstentions           | Abstentions                | 19 660       | 29,92        | 17 371      | 26,43       |  |
| Votants        | Votants               | Votants                    | 46 050       | 70,08        | 48 354      | 73,57       |  |
| Blancs et nuls | Blancs et nuls        | Blancs et nuls             | 1 540        | 3,34         | 2 185       | 4,52        |  |
| Exprimés       | Exprimés              | Exprimés                   | 44 510       | 96,66        | 46 169      | 95,48       |  |

#### Huitième circonscription (Mantes-la-Jolie)
| Candidat              | Candidat                  | Parti                      | Premier tour | Premier tour | Second tour | Second tour |  |
| Candidat              | Candidat                  | Parti                      | Voix         | %            | Voix        | %           |  |
| --------------------- | ------------------------- | -------------------------- | ------------ | ------------ | ----------- | ----------- |  |
|                       | Pierre Bédier élu         | RPR (UPF)                  | 11 454       | 30,07        | 18 864      | 60,36       |  |
|                       | Jean-Louis d'André        | FN                         | 8 938        | 23,46        | 12 387      | 39,63       |  |
|                       | Bernard Schreiner sortant | PS (ADFP)                  | 6 825        | 17,91        |             |             |  |
|                       | Georges Godin             | PCF                        | 3 330        | 8,74         |             |             |  |
|                       | Jean-François Colin       | Les Verts (EÉ)             | 2 117        | 5,55         |             |             |  |
|                       | Serge Ancelot             | Divers droite (CNIP)       | 1 421        | 3,73         |             |             |  |
|                       | Bruno Savegnano           | Divers écologiste (LT-LNÉ) | 1 193        | 3,31         |             |             |  |
|                       | Stéphanie Gasnot          | Extrême droite (RDRP)      | 671          | 1,76         |             |             |  |
|                       | Max Benhaim               | Divers droite              | 652          | 1,71         |             |             |  |
|                       | Daniel Bénard             | LO                         | 593          | 1,55         |             |             |  |
|                       | Maurice Martin            | Extrême gauche (PT)        | 565          | 1,48         |             |             |  |
|                       | Philippe Lardé            | Divers gauche              | 221          | 0,58         |             |             |  |
|                       | Roger Millo               | Extrême droite (AP)        | 108          | 0,28         |             |             |  |
|                       |                           |                            |              |              |             |             |  |
| Inscrits              | Inscrits                  | Inscrits                   | 60 140       | 100,00       | 60 157      | 100,00      |  |
| Abstentions           | Abstentions               | Abstentions                | 20 165       | 33,53        | 22 552      | 37,49       |  |
| Votants               | Votants                   | Votants                    | 39 975       | 66,47        | 37 605      | 62,51       |  |
| Blancs et nuls        | Blancs et nuls            | Blancs et nuls             | 1 887        | 4,72         | 6 354       | 16,9        |  |
| Exprimés              | Exprimés                  | Exprimés                   | 38 088       | 95,28        | 31 251      | 83,1        |  |
| Source : Data.gouv.fr |                           |                            |              |              |             |             |  |

#### Neuvième circonscription (Aubergenville)
| Candidat       | Candidat                | Parti          | Premier tour | Premier tour | Second tour | Second tour |  |
| Candidat       | Candidat                | Parti          | Voix         | %            | Voix        | %           |  |
| -------------- | ----------------------- | -------------- | ------------ | ------------ | ----------- | ----------- |  |
|                | Henri Cuq sortant réélu | RPR (UPF)      | 21 598       | 43,18        | 27 884      | 67,81       |  |
|                | Michel Bayvet           | FN             | 9 840        | 19,67        | 13 239      | 32,19       |  |
|                | Jean-Alain Rousseau     | PS (ADFP)      | 6 473        | 12,94        |             |             |  |
|                | Élisabeth Boyer         | GÉ (EÉ)        | 4 239        | 8,47         |             |             |  |
|                | Joseph Tréhel           | PCF            | 3 078        | 6,15         |             |             |  |
|                | Patrick Marguerite      | LT-LNÉ         | 1 952        | 3,9          |             |             |  |
|                | Jacky Guidez            | RDRP           | 930          | 1,86         |             |             |  |
|                | Alain Luguet            | LO             | 916          | 1,83         |             |             |  |
|                | Jean Delarue            | PT             | 711          | 1,42         |             |             |  |
|                | Joël Huillery           | Extrême droite | 285          | 0,57         |             |             |  |
|                | Michel Leclerc          | Divers droite  | 0            | 0            |             |             |  |
|                |                         |                |              |              |             |             |  |
| Inscrits       | Inscrits                | Inscrits       | 74 271       | 100,00       | 74 258      | 100,00      |  |
| Abstentions    | Abstentions             | Abstentions    | 21 910       | 29,5         | 25 134      | 33,85       |  |
| Votants        | Votants                 | Votants        | 52 361       | 70,5         | 49 124      | 66,15       |  |
| Blancs et nuls | Blancs et nuls          | Blancs et nuls | 2 339        | 4,47         | 8 001       | 16,29       |  |
| Exprimés       | Exprimés                | Exprimés       | 50 022       | 95,53        | 41 123      | 83,71       |  |

#### Dixième circonscription (Rambouillet)
| Candidat       | Candidat                       | Parti          | Premier tour | Premier tour | Second tour | Second tour |  |
| Candidat       | Candidat                       | Parti          | Voix         | %            | Voix        | %           |  |
| -------------- | ------------------------------ | -------------- | ------------ | ------------ | ----------- | ----------- |  |
|                | Christine Boutin sortant réélu | UDF (CDS)      | 28 135       | 47,3         | 36 171      | 64,5        |  |
|                | Anne-Andrée Beaugendre         | PS (ADFP)      | 9 617        | 16,17        | 19 905      | 35,5        |  |
|                | Jacques Michel                 | FN             | 8 888        | 14,94        |             |             |  |
|                | Jean Sindou-Faurie             | Les Verts (EÉ) | 6 738        | 11,33        |             |             |  |
|                | Christian Beaumanoir           | PCF            | 3 754        | 6,31         |             |             |  |
|                | Fernande Verdière              | RDRP           | 1 413        | 2,38         |             |             |  |
|                | Sophie Auger                   | LT-LNÉ         | 935          | 1,57         |             |             |  |
|                |                                |                |              |              |             |             |  |
| Inscrits       | Inscrits                       | Inscrits       | 87 471       | 100,00       | 87 462      | 100,00      |  |
| Abstentions    | Abstentions                    | Abstentions    | 24 853       | 28,41        | 26 889      | 30,74       |  |
| Votants        | Votants                        | Votants        | 62 618       | 71,59        | 60 573      | 69,26       |  |
| Blancs et nuls | Blancs et nuls                 | Blancs et nuls | 3 138        | 5,01         | 4 497       | 7,42        |  |
| Exprimés       | Exprimés                       | Exprimés       | 59 480       | 94,99        | 56 076      | 92,58       |  |

#### Onzième circonscription (Trappes)
| Candidat              | Candidat                 | Parti               | Premier tour | Premier tour | Second tour | Second tour |  |
| Candidat              | Candidat                 | Parti               | Voix         | %            | Voix        | %           |  |
| --------------------- | ------------------------ | ------------------- | ------------ | ------------ | ----------- | ----------- |  |
|                       | Guy Malandain sortant    | PS (ADFP)           | 6 639        | 20,15        | 15 608      | 49,03       |  |
|                       | Jean-Michel Fourgous élu | RPR                 | 5 547        | 16,84        | 16 224      | 50,97       |  |
|                       | Janine Cayet             | UDF (CDS)           | 5 363        | 16,28        |             |             |  |
|                       | Roger Gilissen           | FN                  | 4 227        | 12,83        |             |             |  |
|                       | Jacqueline Hoffmann      | PCF                 | 3 545        | 10,76        |             |             |  |
|                       | Nicolas About            | PSD                 | 2 521        | 7,65         |             |             |  |
|                       | Harlem Désir             | GÉ (EÉ)             | 2 254        | 6,84         |             |             |  |
|                       | Christiane Moulin        | LT-LNÉ              | 871          | 2,64         |             |             |  |
|                       | Paule Lauron             | LO                  | 594          | 1,8          |             |             |  |
|                       | Maurice Prost            | RDRP                | 523          | 1,59         |             |             |  |
|                       | José-Philippe Marquis    | Divers droite       | 275          | 0,83         |             |             |  |
|                       | Olivier Cazal            | Extrême droite (AP) | 175          | 0,53         |             |             |  |
|                       | Saïd Zamoun              | Divers              | 168          | 0,51         |             |             |  |
|                       | Gilles Thirouin          | LCR                 | 121          | 0,37         |             |             |  |
|                       | Gérard Copede            | Divers droite       | 121          | 0,37         |             |             |  |
|                       |                          |                     |              |              |             |             |  |
| Inscrits              | Inscrits                 | Inscrits            | 50 418       | 100,00       | 50 416      | 100,00      |  |
| Abstentions           | Abstentions              | Abstentions         | 15 930       | 31,6         | 16 019      | 31,77       |  |
| Votants               | Votants                  | Votants             | 34 488       | 68,4         | 34 397      | 68,23       |  |
| Blancs et nuls        | Blancs et nuls           | Blancs et nuls      | 1 544        | 4,48         | 2 565       | 7,46        |  |
| Exprimés              | Exprimés                 | Exprimés            | 32 944       | 95,52        | 31 832      | 92,54       |  |
| Source : Data.gouv.fr |                          |                     |              |              |             |             |  |

#### Douzième circonscription (Poissy)
| Candidat       | Candidat                          | Parti                      | Premier tour | Premier tour | Second tour | Second tour |  |
| Candidat       | Candidat                          | Parti                      | Voix         | %            | Voix        | %           |  |
| -------------- | --------------------------------- | -------------------------- | ------------ | ------------ | ----------- | ----------- |  |
|                | Jacques Masdeu-Arus sortant réélu | RPR (UPF)                  | 18 447       | 44,57        | 23 899      | 60,71       |  |
|                | Marie-Annick Trentarossi          | PS (ADFP)                  | 6 383        | 15,42        | 15 467      | 39,29       |  |
|                | Jean-Claude Varanne               | FN                         | 5 799        | 14,01        |             |             |  |
|                | Sylvain Dandonneau                | Les Verts (EÉ)             | 4 036        | 9,75         |             |             |  |
|                | Janine Thomas-Florès              | PCF                        | 2 978        | 7,2          |             |             |  |
|                | Élisabeth Louvet                  | LT-LNÉ                     | 1 654        | 4            |             |             |  |
|                | Gilbert Debrosse                  | RDRP                       | 801          | 1,94         |             |             |  |
|                | Élie Abadie                       | LO                         | 676          | 1,63         |             |             |  |
|                | Philippe Pivan                    | Divers gauche (Maj. prés.) | 615          | 1,49         |             |             |  |
|                |                                   |                            |              |              |             |             |  |
| Inscrits       | Inscrits                          | Inscrits                   | 62 254       | 100,00       | 62 251      | 100,00      |  |
| Abstentions    | Abstentions                       | Abstentions                | 19 084       | 30,66        | 20 005      | 32,14       |  |
| Votants        | Votants                           | Votants                    | 43 170       | 69,34        | 42 246      | 67,86       |  |
| Blancs et nuls | Blancs et nuls                    | Blancs et nuls             | 1 781        | 4,13         | 2 880       | 6,82        |  |
| Exprimés       | Exprimés                          | Exprimés                   | 41 389       | 95,87        | 39 366      | 93,18       |  |